# Taboo (canção)
"Taboo" é o segundo single do álbum Meet the Orphans do cantor porto-riquenho de reggaeton Don Omar, lançado em 24 de janeiro de 2011 epla Universal Music Latin Entertainment. A música é uma adaptação da faixa "Llorando se fue" do grupo boliviano Los Kjarkas, que por sua vez alcançou projeção internacional por causa de uma outra versão, chamada "Lambada", do grupo francês Kaoma com a participação da cantora brasileira Loalwa Braz. A faixa chegou ao topo da Hot Latin Songs, tornando-se o terceiro single dele a alcançar o topo desta parada.
Uma prévia de baixa qualidade da canção foi divulgada a 19 de outubro de 2009. Na época, o plano era lançar o single no então futuro álbum iDon 2.0, um relançamento de seu disco iDon, que acabou não ocorrendo. A canção foi então remasterizada em 2010 para inclusão no disco Meet the Orphans.
Em 28 de janeiro de 2012 um remix oficial da canção foi criado pelos produtores de Daddy Yankee Musicologo & Menes e intitulado como "Los De La Nazza". Este remix no qual Don Omar é acompanhado por Daddy Yankee figura na mixtape de estreia de Musicologo & Menes El Imperio Nazza.

## Recepção
Brian Voerding do Aol Radio Blog afirmou que a música "é um número de dance 'down-and-dirty' que mistura ritmos insulares tradicionais com uma pegada de techno e melodias espertas ao sintetizador. [...] Omar, junto a Daddy Yankee e outros, é um dos principais nomes e almas do Reggaeton, um termo relativamente  novo na música que mistura reggae com hip-hop contemporâneo e elementos eletrônicos." A faixa recebeu o prêmio de "Canção Urbana do Ano" nos Prêmios ASCAP de 2012.

## Videoclipe
O vídeo musical do single foi filmado tando na República Dominicana quanto no Brasil, e foi dirigido por Marlon Pena e produzido por Noelia Cacavelli. Ele estreou no dia 12 de abril de 2011 pela Vevo e o YouTube. O vídeo contém cenas do filme Fast Five (que também se passa no Brasil), em cuja trilha sonora a canção figura e no qual Don Omar atua. No vídeo, há também participações de atores do filme como Vin Diesel, Paul Walker, Tyrese Gibson, Dwayne Johnson, Ludacris e Tego Calderón. Em agosto de 2011, o vídeo havia recebido 50 milhões de visualizações, tornando-se o clipe mais assistido de Don Omar depois de "Danza Kuduro".

## Desempenho nas paradas
Na edição de 5 de março de 2011, a canção estreou na 41ª posição da Latin Songs, chegando ao topo na semana do dia 16 de julho do mesmo ano, tornando-se seu terceiro single no topo desta parada; e na 23ª posição da Latin Pop Songs, chegando à 2ª posição. Na edição do dia 2 de abril de 2011, a canção estreou na 28ª posição da Tropical Songs, chegando ao topo. Na edição de 14 de maio do mesmo ano, a faixa estreou na 15ª posição da Bubbling Under Hot 100 Singles, e chegou ao topo algumas semanas depois. Mais tarde, ela estreou na 97ª posição da Billboard Hot 100, sendo o terceiro single de Don Domar a chegar a tal parada.
| Parada (2011)                                  | Máxima posição |
| ---------------------------------------------- | -------------- |
| Mexico Airplay Chart (Billboard International) | 5              |
| Espanha (Promusicae)                           | 36             |
| Latin Songs dos EUA                            | 1              |
| Latin Pop Songs dos EUA                        | 2              |
| Latin Tropical Airplay dos EUA                 | 1              |
| Latin Rhythm Airplay dos EUA                   | 1              |
| Billboard Hot 100 dos EUA                      | 97             |
| Venezuela (parada internacional)               | 58             |
| Venezuela (parada latina)                      | 16             |